# میدان گازی فردوسی
میدان گازی فردوسی یکی از میدان‌های گازی ایران است که اخیر کشف شده‌است. این میدان گازی در حدود ۱۹۰ کیلومتری جنوب شرقی بوشهر و ۸۵ کیلومتری سواحل خلیج فارس قرار دارد.
در ۲۶ دسامبر ۲۰۰۷ (۵ دی ۱۳۸۶) قراردادی مابین شرکت ملی نفت ایران و شرکت اس‌کی‌اس ونچرز (به انگلیسی: SKS Ventures) مالزی برای توسعه و بهره‌برداری از آن به ارزش تقریبی ۲۰ میلیارد دلار به امضاء رسیده‌است. مدت این قرارداد ۶۶ ماه عنوان شده بود و از اهداف آن حفاری ۱۳ چاه استخراج، نصب یک سکوی تولید گاز در دریا، احداث یک خط لوله ۲۶ اینچ از زیر دریا جهت انتقال گازی به خشکی، احداث یک پالایشگاه در خشکی به همراه تأسیسات مورد نیاز برای جداسازی مایعات هیدروکربنی، شیرین‌سازی، فرایند کنترل و ... بود.